# Jigureul Jikyeora!
Save the Green Planet! (títol coreà: 지구를 지켜라!, Jigureul Jikyeora!) és una pel·lícula de ciència-ficció de comèdia de Corea del Sud escrit i dirigit per Jang Joon-hwan, estrenat el 4 d'abril de 2003. La història bàsica comença quan el personatge principal, Lee Byeong-gu, segresta un altre home, convençut que aquest últim és un extraterrestre.

## Argument
Byeong-gu, un home infantil que creu que els extraterrestres d'Andròmeda PK 45 estan a punt d'atacar la Terra, està segur que és l'únic que ho pot evitar. Amb la seva núvia infantil, artista de circ, Su-ni, segresta un poderós executiu farmacèutic, Kang Man-shik, a qui creu que és un extraterrestre de primer nivell capaç de contactar amb el príncep d'Andròmeda durant el proper eclipsi. Després d'empresonar l'home al seu taller del soterrani, Byeong-gu procedeix a torturar-lo (inicialment intenta anul·lar els transmissors de l'alienígena utilitzant un analgèsic líquid coreà, mulpad, que conté maleat de clorfeniramina i una "tovallola d'Itàlia" utilitzada pel coreà. Ttaemiris.)
Aviat sembla que l'empresa de l'executiu va enverinar la mare de Byeong-gu en una prova farmacèutica, i que és una psicosi alimentada per venjança que fa que Byeong-gu cregui que l'executiu és un extraterrestre; No només és un delir infantil, també és clínicament boig i odiós malgrat el seu comportament feliç de "salvador de la Terra" i la seva relació amorosa amb Su-ni.
Quan un detectiu ve trucant per investigar la desaparició d'en Man-shik, l'executiu intenta escapar però és frustrat per Byeong-gu. Al principi, el detectiu no troba res inusual gràcies als intents de Byeong-gu d'amagar la seva implicació, però a la sortida veu el gos de Byeong-gu (anomenat adequadament Terra) rosegant els ossos de les cames de les víctimes anteriors del seu amo. Després de contactar amb un company de la policia, és assassinat per les abelles de la mascota de Byeong-gu, després triturat i donat per menjar al gos. Aleshores, Byeong-gu crucifica l'executiu i li trenca la cama amb el dors de la destral per castigar-lo pel seu intent de fugida. En un moviment desesperat, l'executiu convenç en Byeong-gu que l'ampolla de benzè al maleter del seu cotxe és l'antídot per a la seva mare en coma.
Mentre Byeong-gu corre cap a l'hospital per lliurar l'antídot, l'executiu s'allibera passant les seves mans per les ungles. Aleshores s'endinsa més en el cau del seu captor, trobant proves de la seva ombrívola investigació. Les fotos de cadàvers mutilats estan plenes de quaderns gargotats de sang, mentre que les mans i el cervell de "subjectes" passats resideixen en pots. Llegint els diaris, l'executiu descobreix el passat traumàtic de Byeong-gu: el seu pare era un miner de carbó que va perdre un dels seus braços a causa de la seva feina perillosa i va ser assassinat per la seva dona quan va intentar atacar-la a ella i al seu fill. El nen va ser colpejat a l'escola i va ser víctima dels sàdics capritxos dels seus cruels mestres. Va mostrar primers signes de violència, com ara apunyalar un company d'escola amb un ganivet de cuina. Aleshores la seva mare va ser enverinada en l'esmentat incident i en una protesta la seva exnòvia va ser matada a cops. A poc a poc es va tornar boig per la violència que l'envoltava. El nen creixeria fins a ser Byeong-gu.
Mentre això passa, la parella del detectiu mort arriba i es troba amb l'executiu frenètic. I Byeong-gu, després de precipitar-se desesperadament a l'hospital per donar l'"antídot" a la seva mare en coma, matant-la, s'enfada cada cop més. Torna a casa per matar l'extraterrestre, només per trobar el detectiu allà també. Després d'una breu lluita i un gir estrany dels esdeveniments, els captura a tots dos i planeja matar-los a tots dos. Aleshores, l'executiu frenètic admet que és un extraterrestre i procedeix a explicar una història extravagant que es remunta a l'època dels dinosaures (la història molt inspirada en la història bíblica i parodia escenes de l'Odissea de l'espai de 2001), sobre com era la seva raça. originalment intentava salvar la humanitat d'un gen suïcida (que porta a matar un membre de la seva pròpia espècie) experimentant amb el codi genètic de la seva mare. També accepta (tot i que s'adona que la història podria basar-se en les notes d'investigació alienígena sobre les quals va llegir), en el que sembla ser un moviment de compra de temps, a contactar amb el príncep alienígena a la fàbrica de la companyia farmacèutica.
Byeong-gu deixa al detectiu totes les seves notes, dient que si no ho aconsegueix, tindrà la responsabilitat de salvar el planeta. A la fàbrica, l'executiu activa un braç robòtic controlat per ordinador per matar a Su-ni, i després d'una llarga lluita, colpeja el seu captor gairebé fins a la mort. Quan la policia arriba, disparen a Byeong-gu i, mentre mor desagnat, es pregunta en veu alta: "Ara, qui salvarà la terra?"
Quan els extraterrestres, que eren reals durant tot el temps, arriben i envien l'executiu a bord de la seva nau, ens assabentem que de fet és el mateix rei alienígena. Disgustat i enfadat per la tortura, la corrupció i els mals del món, considera que la Terra és un experiment fallit i l'elimina des de la creació. A mesura que es mostren els crèdits, les fotografies fixes recullen tot el viatge de la vida de Byeong-gu, centrant-se en canvi en els bells i feliços moments d'un nen i un home jove amb el seu pare i la seva mare i Su-ni.

## Repartiment
| Actor           | Peper             |
| --------------- | ----------------- |
| Shin Ha-kyun    | Lee Byeong-gu     |
| Baek Yoon-sik   | Kang Man-shik     |
| Hwang Jeong-min | Su-ni             |
| Lee Jae-yong    | Detectiu Choo     |
| Lee Ju-hyeon    | Detective Kim     |
| Gi Ju-bong      | Squad Leader Lee  |
| Ye Soo-jung     | Mare de Byung-goo |

## Producció
Jang va concebre per primera vegada la idea de Save the Green Planet! mentre veia la pel·lícula Misery. Li va agradar, però va quedar decebut amb la manca de profunditat del personatge d'Annie Wilkes i, en conseqüència, va decidir que si feia un pel·lícula sobre un segrest, es posaria en escena des del punt de vista del segrestador. Més tard, Jang va topar amb un lloc web conspiranoic que acusava l'actor Leonardo DiCaprio de ser un extraterrestre que volia conquerir la Terra seduint totes les seves dones, i va decidir combinar els dos conceptes.

## Remake
El maig de 2020, es va anunciar que CJ Entertainment produiria un remake en anglès de la pel·lícula de culte amb el duet de realització de pel·lícules Ari Aster i Lars Knudsen, els crèdits del qual inclouen Midsommar i Hereditary. Al febrer de 2024, es va informar que Yorgos Lanthimos estava configurat per dirigir el remake, amb Aster produint juntament amb Ed Guiney i Andrew Lowe d’Element Pictures.

## Premis i nominacions
Blue Dragon Film Awards
- Millor actor secundari: Baek Yoon-sik
- Millor director nou: Jang Joon-hwan

Festival Internacional de Cinema Fantàstic de Brussel·les
- Premi Golden Raven

Buenos Aires Festival Internacional de Cinema Independent
- Millor actriu: Hwang Jeong-min
- Premi ADF de Cinematografia

Director's Cut Awards
- Millor Nou Director: Jang Joon-hwan

Grand Bell Awards
- Millor actor secundari: Baek Yoon-sik
- Millor Nou Director: Jang Joon-hwan
- Millor so

Korean Film Awards
- Millor actor secundari: Baek Yoon-sik
- Millor Nou Director: Jang Joon-hwan

25è Festival Internacional de Cinema de Moscou
- Nominació - Sant Jordi d'Or
- Sant Jordi de plata

Festival Internacional de Cinema Fantàstic de Puchon
- El millor de Puchon

Premis de la Crítica de Cinema de Busan
- Millor pel·lícula
- Millor actor: Shin Ha-kyun
- Millor director nou: Jang Joon-hwan

Festival Internacional de Cinema de Rotterdam
- Menció especial del premi KNF